# Relations entre la Croatie et la Roumanie
Les relations entre la Croatie et la Roumanie sont les relations extérieures entre la Croatie et la Roumanie. Les deux nations sont membres de l’Union européenne et de l'OTAN. Les deux pays ont établi des relations le 29 août 1992.

## Histoire
Durant la Seconde Guerre mondiale, la Croatie et la Roumanie, ainsi que la Slovaquie, ont conclu un pacte contre l'expansion hongroise. De plus, pendant la guerre, les troupes slovaques et les forces aériennes et navales croates opéraient en bonne intelligence depuis le sol roumain. Un pacte similaire, la Petite Entente de l'entre-deux-guerres, avait déjà été signé entre la Roumanie, la Yougoslavie (qui comprenait la majeure partie de la Croatie actuelle) et la Tchécoslovaquie.
Actuellement, la Roumanie dispose d'une ambassade à Zagreb et de deux consulats à Rijeka et à Split. D'autre part, la Croatie dispose d'une ambassade à Bucarest. La Croatie et la Roumanie ont conclu un total de 47 traités et actes, dont 38 sont en vigueur.
En 2019, lors d'une rencontre entre la ministre croate des Affaires étrangères Marija Pejčinović Burić et son homologue roumain Teodor Meleșcanu, ils ont déclaré que « les relations entre la Croatie et la Roumanie s'améliorent ». Tous deux se sont déclarés satisfaits du traitement réservé à leurs minorités respectives. Ils ont déclaré que la Croatie et la Roumanie « partagent des objectifs similaires », comme l'entrée dans l'espace Schengen et dans la zone euro.

## Minorités ethniques
En Roumanie, dans la région du Banat, il existe une population de Croates (Cashovènes). Ils constituent l'une des plus petites minorités du pays, avec un nombre de 6 807 selon le recensement de 2002. Plus de 5 500 Cashovènes vivent dans les communes de Carașova et Lupac dans le Județ de Caraș-Severin, où ils représentent environ 90 % de la population. Ces communes sont constituées de sept villages, Carașova même, Nermed, Clocotici, Iabalcea, Rafnic, Lupac même et Vodnic. Dans ces communes, la langue croate n'est pas seulement utilisée au sein de la famille, mais dans l'environnement quotidien, étant utilisée dans les institutions publiques à côté du roumain. Le reste des Croates en dehors de ces villages se trouve principalement à Cenei, Checea et Recaș, qui se trouvent également dans le Banat. On sait que les Croates de Roumanie ont émigré au Banat il y a des siècles, mais on ne sait pas exactement quand la plus grande communauté d'entre eux, celle de Carașova et de Lupac, l'a fait.
Les Istro-Roumains de Croatie vivent dans huit villages d'Istrie, dans lesquels ils ne constituent pas la majorité. Il y a environ 120 Istro-Roumains dans ces villages. 450 autres vivent dans les villes et villages de Croatie et environ 500 à l'étranger. La langue istro-roumaine n'est pas utilisée dans les médias et la religion, ce qui lui fait perdre sa valeur et tomber en désuétude. Le changement de langue est plus avancé dans certains villages que dans d'autres. La Roumanie assume officiellement la responsabilité de ce groupe ethnique, affirmant qu'il s'agit de « Roumains de l'étranger » et qu'ils font partie du courant culturel et linguistique roumain. Le 8 novembre 2016, l’école du village de Šušnjevica a été rénovée et rouverte. Ce projet a coûté 451 600 kunas (environ 61 100 euros). La Roumanie en a financé une partie en donnant 100 000 kunas (environ 13 550 euros). Ce jour-là, l'ambassadeur de Roumanie en Croatie de l'époque, Constantin Mihail Grigorie, et son prédécesseur, Cosmin Dinescu, ainsi que les autorités régionales du comté d'Istrie, ont assisté à l'inauguration. Les Istro-Roumains auraient pu migrer de Transylvanie vers l'Istrie ou être originaires des Morlachs de Dalmatie. Leurs communautés sont en danger et pourraient disparaître dans les prochaines décennies.